# Plaine de l'Ain
Cet article court présente un sujet plus développé dans : Liste des régions naturelles de l'Ain.

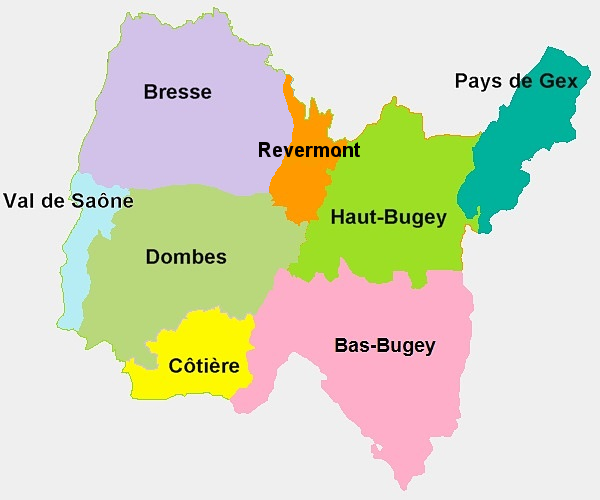
Les principales régions naturelles de l'Ain.

La plaine de l'Ain est une petite région naturelle du département de l'Ain. Elle est constituée par la plaine entourant la rivière d'Ain, dans sa partie méridionale, avant sa confluence dans le Rhône.
Elle se situe donc approximativement autour de la limite entre Côtière et Bas-Bugey (au sud de la Dombes).
La sociologue Violaine Girard la décrit dans sa thèse de doctorat consacrée à la plaine de l'Ain comme « un territoire périurbain, industriel et ouvrier ».

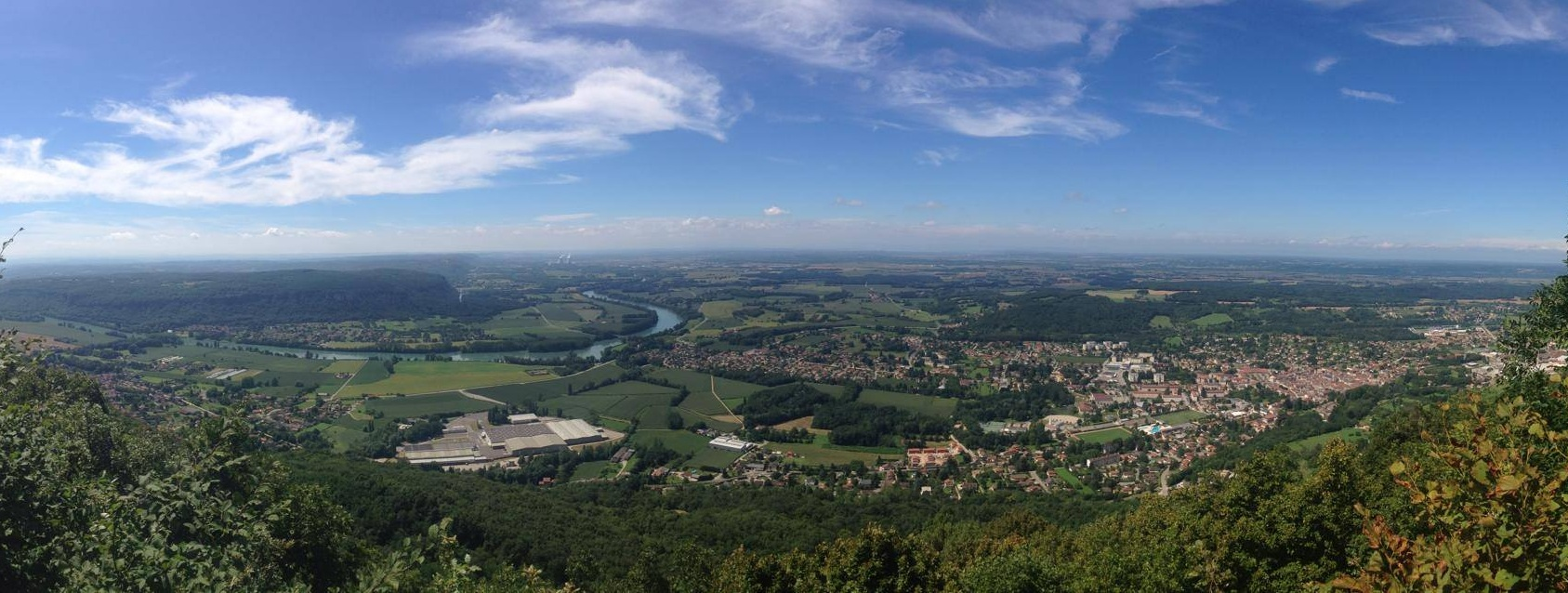
Plaine de l'Ain (vue depuis la croix de Bramafan)